# Prinses Marielaan 21-25 (Baarn)
De twee koetshuizen aan de Marielaan 21-25 vormen een gemeentelijk monument in het Rijksbeschermd gezicht Baarn - Prins Hendrikpark e.o. van Baarn in de provincie Utrecht.
Het koetshuis met nummer 21 is gebouwd in 1907, het andere rond 1905. De gebouwen hoorden bij het Badhotel aan de Julianalaan 4. De symmetrische voorgevels hebben een verschillende topgevel. Aan weerszijden daarvan zijn dubbele inrijdeuren. De koetshuizen zijn verbonden door een middenstuk. In 1976 zijn beide panden gerenoveerd. Tot eind 2013 was er een galerie in gevestigd.